# Amaliehaven
Amaliehaven mellem Amalienborg og havnen i København indviedes 10. maj 1983 og er dermed én af Danmarks yngste parker. Haven er tegnet af den belgiske arkitekt Jean Delogne og er en gave til det danske folk fra A.P. Møller og Hustru Chastine Mc-Kinney Møllers Fond til almene Formaal. Haven er meget moderne og stringent og danner dermed en kontrast til Frederiksstaden, som den er en del af.
Det forårsagede stor debat og kritik, da parken blev anlagt. 
Et stort springvand i midten af haven er placeret i Frederiksgades akse, Amalienborgaksen, der binder hele området sammen. I hver ende af parken er der placeret et vandfald, og en stor sort sol stiger op over "horisonten".
De fire bronzesøjler er skabt af den italienske billedhugger Arnaldo Pomodoro, I haven gror der japanske kirsebærtræer, blomstrende medio april.
Tidligere lå her Larsens Plads, hvorfra danskere udvandrede til Amerika. Ud for Amaliehaven har i juni 2010 ligget Skat (yacht), Rising Sun (yacht) og Octopus (yacht).
55°41′0″N 12°35′42″Ø / 55.68333°N 12.59500°Ø